# أدولفو ريوس
أدولفو ريوس (بالإسبانية: Adolfo Ríos)‏ (11 ديسمبر 1966 في المكسيك - ) هو لاعب كرة قدم مكسيكي في مركز حراسة المرمى. شارك مع منتخب المكسيك لكرة القدم. أما مع النوادي، فقد لعب مع نادي أمريكا ونادي أونيفرسيداد ناسيونال ونادي نيكاكسا وتيبورونيس روخوس دي فيراكروز.

## مسيرته الكروية
لعب أدولفو ريوس خلال مسيرته الاحترافية مع 4 أندية في تسعة عشر موسمًا ولم يسجل خلالها أي هدف ضمن 578 مباراة. ولم يفز بأي موسم بالكأس وفاز في موسمين بالدوري.
خاض أدولفو ريوس مسيرته مع نادي أونيفرسيداد ناسيونال في موسم 1985–86 ليلعب معه خمسة مواسم، مشاركًا في 146 مباراة ولم يسجل أي هدف. ثم انتقل إلى نادي تيبورونيس روخوس دي فيراكروز في موسم 1990–91 ليلعب معه سبعة مواسم، حيث شارك في 236 مباراة ولم يسجل أي هدف أيضًا. لينتقل بعدها إلى نادي نيكاكسا في موسم 1997–98 ولمدة موسمين، مشاركًا في 58 مباراة ولم يسجل أي هدف أيضًا. ثم انتقل إلى نادي أمريكا في موسم 1999–00 ليلعب معه خمسة مواسم، مشاركًا في 138 مباراة ولم يسجل أي هدف أيضًا.

## وصلات خارجية
- أدولفو ريوس على موقع الاتحاد الدولي (مؤرشف)  (الإنجليزية)
- أدولفو ريوس على موقع قاعدة بيانات كرة القدم.إي يو (الإنجليزية)
- أدولفو ريوس على موقع ناشيونال فوتبول تيمز (الإنجليزية)